# 우주발사체

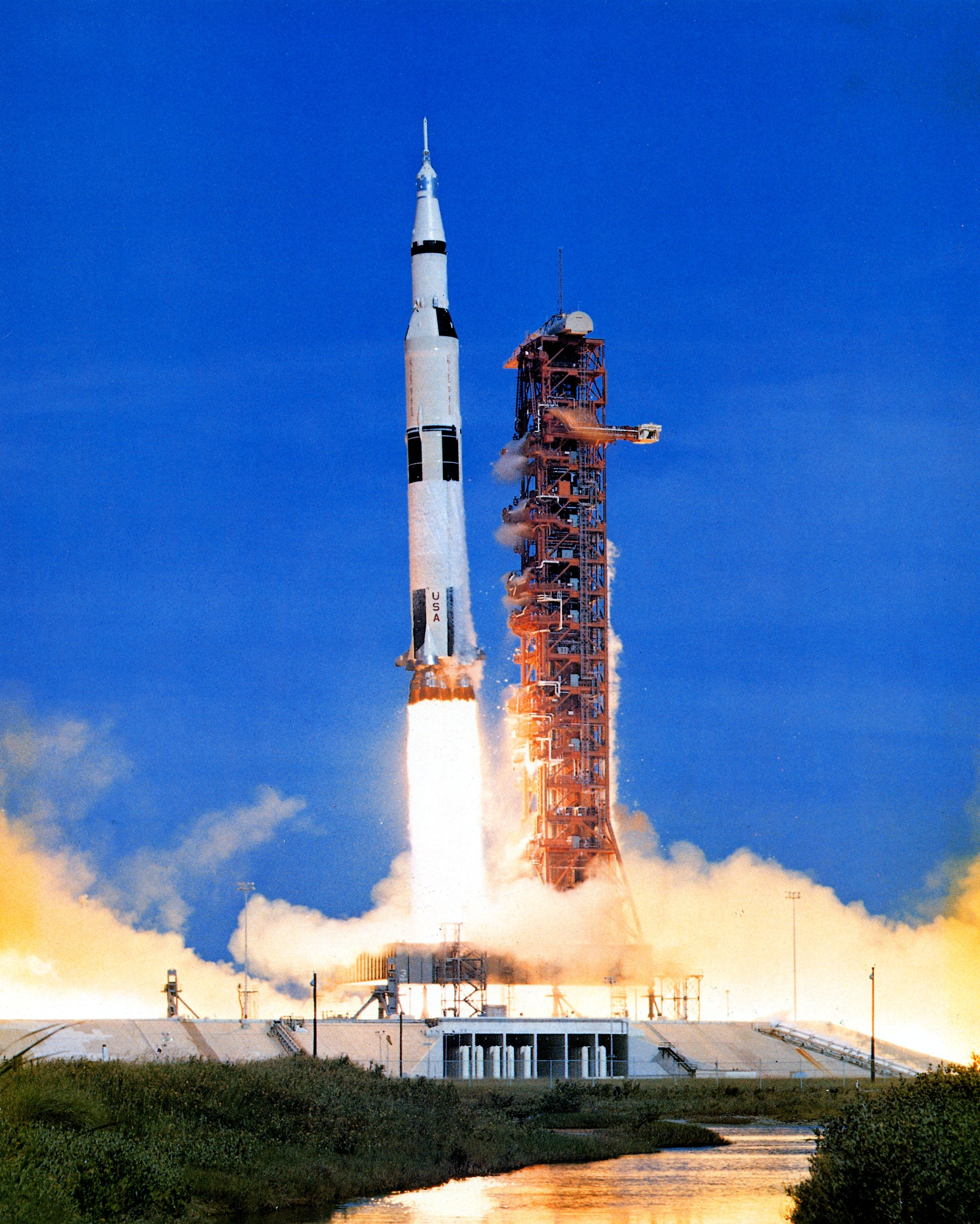
아폴로 15호를 달에 쏘아 올린 새턴 5호 발사체

우주발사체(宇宙發射體, 영어: launch vehicle) 또는 운반 로켓(運搬 -, 영어: carrier rocket)은 우주인 및 우주 정거장 모듈, 우주 망원경, 인공 위성 등의 탑재물을 지구 표면으로부터 우주 공간으로 옮기는 데 사용되는 로켓을 말한다. '발사 시스템'에는 발사체, 발사대와 기타 시설들이 포함된다.
보통 탑재물로서 인공위성이 궤도에 놓이지만, 일부 우주 비행은 궤도에 오르지 않거나 우주선으로 지구의 궤도로부터 완전히 벗어나기도 한다. 궤도에 오르지 않는 적재물을 운반하는 발사체를 '탐사 로켓' 또는 '관측 로켓'(sounding rocket)이라고도 한다.

## 유형

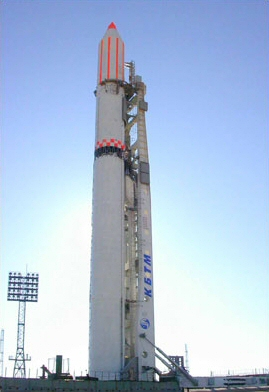
발사 대기중인 우크라이나의 LV Zenit-2

한 차례만 사용되도록 설계된 1회용 발사체가 있다. 이는 통상적으로 적재물과 분리되며, 대기권에 재진입하면서 파괴·분산된다. 반면, 재사용 발사체는 손상 없이 다시 회수할 수 있도록 만들어져 이후의 발사에 다시 쓰이게 된다. 2013년 현재로서는 운용중인 재사용 발사체는 없으며, 최근까지 운용되던 미국의 우주 왕복선들은 모두 퇴역하거나 손실된 상태이다.2018년 기준으로는 space x 같은 기업들이 재사용 로켓을 종종 발사하고 있다. 대표적으로는 팰컨 헤비가 있다.
발사체는 종종 궤도에 올릴 수 있는 중량에 따라 특징이 정해진다. 예를 들면, 프로톤 로켓은 지구 저궤도에 22톤을 올릴 수 있다. 또한, 발사체는 몇 개의 단계를 갖고 있는가에 따라 분류될 수 있다. 로켓은 5단까지 성공적으로 발사된 적이 있고, 하나의 단계를 갖는 발사체가 설계되기도 했다. 발사체는 고체 로켓 부스터(solid rocket booster, SRB)와 같은 여러 개의 보조추진 로켓부스터(rocket booster)로 보충되기도 하는데, 이들은 비행의 초기에 다른 엔진들과 함께 높은 추력을 공급한다. 보조추진로켓은 다른 엔진들의 크기를 줄여 각 단계의 연료 소모를 줄이고, 더 많은 중량을 적재할 수 있게 해 준다.
발사체에 관련하여 발사 국가나 우주국, 로켓을 제작한 회사, 컨소시엄 등이 보도에 종종 언급된다. 발사체들은 같은 이름을 사용하여 같은 계열임을 나타내기도 한다. 우주 엘리베이터와 같은 로켓을 사용하지 않는 발사가 구상 단계에 있다.

## 구분
- 발사 능력에 따른 분류
  - 소형 리프트 발사체
  - 중형 리프트 발사체
  - 대형 리프트 발사체

- 재사용 가능 여부에 따른 분류
  - 소모성 우주발사체
  - 재사용 가능 우주발사체

## 우주발사체와 대륙간 탄도 미사일의 차이

### 해설
원래 스푸트니크나 익스플로러나 모두 핵무기를 결합하면 핵미사일이 되는 대륙간 탄도 미사일로 발사한 인공위성이다. 즉, 우주발사체는 핵탄두를 결합하면 핵미사일이 되는 대륙간 탄도 미사일이다. 따라서, 이 양쪽의 기술을 엄밀하게 구별하는 것은 어렵다. 그런데 1966년 일본은 우주발사체의 발사를 시작해, 1970년에 람다 4S에 의해 인공 위성의 궤도투입에 성공했다. 일본이 자력으로 고체연료 로켓으로 인공 위성의 궤도투입에 성공한 것에 의해, 미국은 액체연료 로켓의 기술을 일본에 제공하게 되었다. 일본 이외의 우주 발사체를 보유하고있는 모든 국가는 탄도 미사일도 보유하고 있지만, 일본 만은 우주 발사체를 보유하면서 탄도 미사일을 보유하고 있지 않다. 일본이 탄도 미사일을 보유하는 것은 일본의 국내 정치 문제로 어렵지만, 기술적으로는 우주 발사체 기술을 전용하고 ICBM을 제조하는 것은 가능하다. 그러나 현재 우주 발사체와 탄도 미사일은 예전보다 기술적으로 분화가 진행되었기 때문에, 시스템의 규모, 비용, 생산과 발사 준비 태세, 내구성, 제어면에서 다른 면이 있어, 새로 개발할 필요가있다.

### 최신기술의 목표
| 구분            | 우주발사체             | 대륙간 탄도 미사일                                  |
| --------------- | ---------------------- | --------------------------------------------------- |
| 최신기술의 목표 | 추력과 비추력의 극대화 | 빠르게 발사하는 능력 최초 적의 공습에 살아남는 능력 |
| 사용하는 연료   | 극저온 연료 사용       | 고체 연료 사용                                      |
| 사용하는 연료   | 액체 연료 사용         | 장기간 저장가능한 액체 연료 사용                    |
| 최저속도        | 시속 29,000 km         | 시속 8,000 km                                       |

우주 로켓의 최종 목표는 추력 (推力·Thrust, 단위는 뉴턴)와 비추력 (比推力·Specific impulse, 단위는 초)을 크게 늘려서, 인공위성 궤도에 올릴 수 있는 페이로드 중량을 최대로 늘리는 것이다. 반면에 ICBM의 최종 목표는 비추력을 올리는 것보다는 빠르게 발사하는 능력과 최초의 적의 공습에 살아남는 생존성이다. 이 차이점으로 인해, 차세대 우주 로켓이 극저온 연료(cryogenic fuel)를 사용하여 비추력을 극대화하는 것에 비해, 차세대 ICBM은 이동식에 고체 연료를 사용하게끔 개발 방향이 달라지게 된다. ICBM은 최소 시속 8000km, 인공위성 발사용 로켓은 시속 29,000km의 속도를 갖는다.
그러나, ICBM이 반드시 고체연료를 사용하는 것은 아니다. 소련의 ICBM의 상당수가 액체연료를 사용하였다. 일반적으로 액체연료는 발사 직전에만 연료를 주입해야 하며, 연료 주입 시간이 오래 걸리기 때문에 정찰위성에 포착된다. 그러나 액체연료라도, 하이드라진은 장기보존이 가능하므로, 소련의 탄도 미사일은 액체연료가 많다. 반면에, 고체연료는 일단 미사일을 제작, 배치해 놓으면, 발사버튼만 누르면 된다. 고체연료는 액체 연료보다 강한 추력을 내는 것은 기술적으로 용이하지만, 비추력은 약하다.

### 발사 궤도
발사 이후 비행체의 궤적을 살펴보면 탄도 미사일인지, 우주발사체인지 쉽게 구분이 가능하다. 즉, 우주발사체는 수직으로 발사되고 탄도 미사일도 수직으로 발사되기는 하나 곧바로 30도 각도로 누워서 날아간다. 그래야 최대의 사거리를 낼 수 있다.
1998년 북한이 대포동 1호를 발사했을 당시, 한.미.일 3국은 북한이 장거리 탄도 미사일을 발사했다면서 맹비난하였다. 그러나, 후에 밝혀진 바에 의하면, 한미일 당국이 북한이 탄도 미사일이 아니라 인공위성을 발사했다는 사실을 즉시 확인할 수 있었다고 한다. 즉, 인공위성 발사시에는 로켓이 수직으로 상승하며, 탄도 미사일일 경우에는 지표면과 30도 각도로 누워서 비행하기 때문에, 발사 즉시 탄도 미사일인지 우주발사체(SLV: Space Launch Vehicle)인지를 쉽게 알 수 있다고 한다. 당시 대포동 1호는 수직으로 상승한 우주발사체였다고 한다.

### 사거리
미국의 타이탄 II는 우주발사체 겸 ICBM으로 LEO에 올리는 위성체의 중량이 3.6톤이며, 10,000km의 사거리를 가지는 탄도 미사일의 탄두 중량이 3.7톤으로 알려져 있다. 즉, LEO에 올리는 인공위성 중량과 1만 킬로미터의 사거리를 가지는 탄도 미사일의 탄두 중량이 거의 같다.

## 국가별 최초 우주발사체 비교
굵은 글씨는 현재도 발사 능력을 보유한 국가와 기관
| 로켓명                       | 무게(t) | 국적              | 날짜                  | 비고                                                                                      |
| ---------------------------- | ------- | ----------------- | --------------------- | ----------------------------------------------------------------------------------------- |
| V-2 미사일                   | 12.5    | 나치 독일         | 1942년 3월 16일       | 전 세계 우주발사체의 시초                                                                 |
| R-7 세묘르카(스푸트니크 1호) | 267     | 소련              | 1957년 10월 4일       | 최초 우주발사체, 세계 1위                                                                 |
| 주노 I                       | 29      | 미국              | 1958년 2월 1일        | 최초 우주발사체, 세계 2위                                                                 |
| 디아망                       | 18.4    | 프랑스            | 1965년 11월 26일      | 최초 우주발사체, 세계 3위 알제리에서 발사했다.                                            |
| 유로파                       | 104     | 유럽 로켓개발기구 | 1968년 11월 30일 실패 | 최초 우주발사체 오스트레일리아에서 발사했다.                                              |
| 람다 4S                      | 9.4     | 일본              | 1970년 2월 11일       | 최초 우주발사체, 세계 4위                                                                 |
| 창정 1호                     | 81      | 중화인민공화국    | 1970년 4월 24일       | 최초 우주발사체, 세계 5위                                                                 |
| 블랙 애로우                  | 18      | 영국              | 1971년 10월 28일      | 최초 우주발사체, 세계 6위 오스트레일리아에서 발사했다.                                    |
| 아리안 1호                   | 207     | 유럽 우주국       | 1979년 12월 24일      | 최초 우주발사체 프랑스령 기아나에서 발사했다.                                             |
| SLV                          | 17      | 인도              | 1980년 7월 18일       | 최초 우주발사체, 세계 7위                                                                 |
| 샤빗 로켓                    | 30      | 이스라엘          | 1988년 9월 19일       | 최초 우주발사체, 세계 8위                                                                 |
| 치클론-3                     | 189     | 우크라이나        | 1991년 9월 28일       | 구 소련으로부터 물려받은 우주발사체를 러시아에서 발사했다. (구 소련의 능력을 상속하였다.) |
| 소유스-U                     | 313     | 러시아            | 1992년 1월 21일       | 구 소련으로부터 물려받았다.                                                               |
| VLS-1                        | 50      | 브라질            | 1997년 11월 2일 실패  | 최초 우주발사체                                                                           |
| 사피르                       | 26      | 이란              | 2009년 2월 2일        | 최초 우주발사체, 세계 9위                                                                 |
| 은하 3호                     | 92      | 북한              | 2012년 12월 12일      | 최초 우주발사체, 세계 10위                                                                |
| 누리호                       | 200     | 대한민국          | 2022년 6월 21일       | 최초 우주발사체, 세계 11위                                                                |

독일과 이탈리아는 선진적인 로켓 기술을 보유하고 있고, 이탈리아는 우주발사체 베가의 개발을 주도하였으나, 이는 유럽 우주국에서 개발된 것이기에 목록에 넣지 않는다.

## 같이 보기
- 우주발사체 목록
- KSLV-I 나로호
- KSLV-II 누리호
- KSLV-III
- KSLV-S